# Laura Deloose
Laura Deloose, née le 18 juin 1993 à Bornem, est une footballeuse internationale belge, qui joue au poste d'arrière droite au RSC Anderlecht.

## Biographie

### En club
Lors de la saison 2021-2022, elle devient championne de Belgique avec le RSC Anderlecht.

### En sélection
Le 20 juin 2022, elle est sélectionnée par Ives Serneels pour disputer l'Euro 2022.
Le 6 février 2023, la Belge est sélectionnée par Ives Serneels pour disputer la Arnold Clark Cup 2023. Cette dernière étant un tournoi de football féminin sur invitation organisé par la Fédération anglaise de football.

## Palmarès
- Championne de Belgique en 2018 et en 2019
- Vainqueur de la Coupe de Belgique en 2013
- Finaliste de la Coupe de Belgique en 2016 et en 2017

 Équipe de Belgique
- Pinatar Cup (1) :
  - Vainqueur : 2022.